# Jordi Balló i Fantova
Jordi Balló i Fantova (Figueres, Empordà 1954) és professor de la Universitat Pompeu Fabra de Barcelona, productor cinematogràfic i gestor cultural. Va ser director d'exposicions del Centre de Cultura Contemporània de Barcelona (CCCB). Ha publicat, amb Xavier Pérez, els assaigs La llavor immortal, Jo ja he estat aquí i El món, un escenari.
Des de l'any 1998 fins a finals del 2011 va ser director d'exposicions del Centre de Cultura Contemporània de Barcelona. A causa dels canvis polítics en l'Ajuntament de Barcelona i la Diputació de Barcelona no va ser renovat en el càrrec.
El 2011 rep el Premi Ciutat de Barcelona per la seva tasca com a comissari de l'exposició Totes les Cartes. Correspondències fílmiques, per "la reivindicació que ell i els cineastes d'aquest projecte fan del cinema com a llenguatge universal en un context que transgredeix les pantalles ".

## Obra publicada
- 1985: Conèixer el cinema, amb Ramon Espelt i Joan Lorente. Barcelona: Generalitat de Catalunya-Departament d'Ensenyament.
- 1990: Cinema català (1975-1986), amb Ramon Espelt i Joan Lorente. Barcelona: Columna.
- 1995: La llavor immortal: els arguments universals en el cinema, amb Xavier Pérez i Torío. Barcelona: Empúries/Anagrama.
- 2000: Imatges del silenci. Barcelona: Empúries/Anagrama.
- 2005: Jo ja he estat aquí: ficcions de la repetició, amb Xavier Pérez Torío. Barcelona: Empúries/Anagrama. (Premi Crítica Serra d'Or, 2006)
- 2009: Els riscos del saber amb Xavier Pérez Torío. Barcelona: Galaxia Gutenberg.